# Banpur
Banpur (o Bhanpur) fou un estat tributari protegit de l'Índia, del tipus zamindari, al districte de Balaghat, a l'estat de Madhya Pradesh. La capital era Banpur.
Tenia una superfície de 539 km² però molt poc terreny era de cultiu (uns 12 km²). La població el 1881 era de 6.518 habitants i estava distribuïda en quarante pobles.
Era una concessió a títol personal del sobirà maratha de Nagpur però fou reconegut pels britànics i va esdevenir hereditari. Va rebre alguns honors que pertocaven a Jhansi el 1853; el 1857 es va unir a la rebel·lió, i l'estiu del 1858 l'estat fou ocupat i confiscat.